# 632 Pyrrha
A 632 Pyrrha egy a Naprendszer kisbolygói közül, amit August Kopff fedezett fel 1907. április 5-én.